# Victor Kelleher
Victor Kelleher, född 1939, är en australisk författare som har skrivit ett flertal barn- och ungdomsböcker. På svenska finns hans fantasyroman Cirkelns hemlighet (Master of the Grove) utgiven.